# Quinter
Quinter és una població dels Estats Units a l'estat de Kansas. Segons el cens del 2000 tenia 961 habitants.

## Demografia
Segons el cens del 2000, Quinter tenia 961 habitants, 393 habitatges, i 257 famílies. La densitat de població era de 378,6 habitants/km².
Dels 393 habitatges en un 28,2% hi vivien nens de menys de 18 anys, en un 61,1% hi vivien parelles casades, en un 3,3% dones solteres, i en un 34,4% no eren unitats familiars. En el 33,8% dels habitatges hi vivien persones soles el 22,6% de les quals corresponia a persones de 65 anys o més que vivien soles. El nombre mitjà de persones vivint en cada habitatge era de 2,31 i el nombre mitjà de persones que vivien en cada família era de 2,97.
Per edats la població es repartia de la següent manera: un 24,8% tenia menys de 18 anys, un 4,5% entre 18 i 24, un 19% entre 25 i 44, un 20,2% de 45 a 60 i un 31,5% 65 anys o més.
L'edat mediana era de 46 anys. Per cada 100 dones de 18 o més anys hi havia 74,6 homes.
La renda mediana per habitatge era de 32.098 $ i la renda mediana per família de 41.111 $. Els homes tenien una renda mediana de 25.313 $ mentre que les dones 17.292 $. La renda per capita de la població era de 15.588 $. Entorn del 5,4% de les famílies i el 7,6% de la població estaven per davall del llindar de pobresa.

## Poblacions més properes
El següent diagrama mostra les poblacions més properes.